# Face Up
Face Up är en låt av det kanadensiska progressiv rock-bandet Rush. Den släpptes som singel och återfinns på albumet Roll the Bones släppt 3 september 1991.
Fastän "Face Up" var släppt som singel har den aldrig spelats live av Rush.